# Пацов (Пелхримов)
Пацов (чеш. Pacov) град је у Чешкој Републици. Град се налази у управној јединици крај Височина, у оквиру којег припада округу Пелхримов.

## Становништво
Према подацима о броју становника из 2014. године град је имао 4.889 становника.